# Avenida Ipiranga
L'Avenida Ipiranga est une des principales artères de la ville de São Paulo, au Brésil. 

## Situation et accès
Cette rue importante est située dans le quartier de República (pt).
L'intersection avec l'Avenida São João était considérée comme le cœur de la ville,. L'avenue Ipiranga, qui longe la Place de la République, est une des pièces maîtresses de ce « périmètre d'irradiation ».

## Origine du nom
Le nom « Avenida Ipiranga » trouve son origine dans le mot « Ipiranga », qui vient du tupi-guarani, une langue indigène brésilienne qui signifie « rivière rouge ».

## Historique
C'était l'un des principaux centres économiques et commerciaux, bancaires et de services de la ville de São Paulo.
L'axe Avenida São João - Avenida Ipiranga est devenu le principal centre culturel et de divertissement de la ville dans la première moitié du XXe siècle. En accueillant la plus grande concentration de cinémas de la ville, également considérés comme les plus prestigieux, cet axe a pris le nom de Cinelândia Paulistana.

## Bâtiments remarquables et lieux de mémoire
- Terraço Itália
- Edifício Copan
- Place de la République